# 宁波高教园区
宁波高教园区，又称宁波大学园区，南区组团位于宁波鄞州区内，北区组团位于镇海区和江北区。

## 概况
1999年9月，宁波市政府决策建设高教园区。2000年8月完成详细规划。2002年底，高教园区建设基本完成。园区占地6500亩，总投资38亿元。至2004年在校生规模达到6万多名。

## 入驻学校
北区
- 宁波大学
- 浙江大学软件学院（宁波分院）
- 宁波工程学院
- 浙江纺织服装职业技术学院
- 镇海职业教育中心学校
- 宁波万里国际学校
- 镇海中学分校

南区（宁波鄞州高教园区）
- 宁波诺丁汉大学
- 浙江万里学院
- 浙大宁波理工学院
- 浙江医药高等专科学校
- 宁波城市职业技术学院
- 宁波卫生职业技术学院
- 宁波开放大学
- 宁波第九中学（宁波经贸学校）